# Sophie Wahnich
 (novembre 2024).
Il peut être nécessaire de l'améliorer pour respecter le principe de neutralité de point de vue. Veuillez consulter la page de discussion pour plus de détails.

 (novembre 2024).
Sophie Wahnich est une historienne française. Elle est directrice de recherche au CNRS et spécialiste de la Révolution française.

## Biographie

### Parcours académique et thèmes de recherche
Agrégée (1988) et docteur en histoire (1994), habilitée à diriger des recherches (2007), elle est directrice de recherche au CNRS et a été directrice de l'Institut interdisciplinaire d'anthropologie du contemporain (IIAC). 
Son travail porte sur la Révolution française et le temps présent. Sa thèse avait pour sujet la notion d’étranger dans le discours de la Révolution française et son HDR s'intitulait, Histoire des émotions et présents de l'histoire, une approche politique et anthropologique du sensible en politique.   
Son dernier ouvrage, La Révolution des sentiments. Comment faire une cité (1789-1794) éd. du Seuil, 2024), propose ainsi de s'intéresser aux tentatives de refondation des institutions républicaines en tâchant de "prendre l'exacte mesure des pratiques communes et des scénographies affectives qui ont formé l’imaginaire de la Terreur". Partant d'un corpus de sources diversifié, elle s'y attache à comprendre les initiatives politiques de cette période à travers une histoire des sentiments et des affects.

### Engagements politiques
Sophie Wahnich est une intellectuelle engagée à gauche, intervenant dans différents domaines. Au sein du milieu éditorial, elle fut membre du comité de rédaction de la revue politique et culturelle Vacarme (maintenant disparue) et dirige une collection consacrée à l'histoire (L'histoire rejouée) au sein de la maison d'édition Les Prairies ordinaires. Elle est également membre fondatrice des éditions Excès.
Elle est aussi engagée dans divers collectifs. Elle a par exemple appartenu au bureau du Comité de vigilance face aux usages publics de l'histoire et a participé en 2015 à la création des conseils d'urgence citoyenne. 
Elle dénonce aussi une « privatisation du savoir » qui l'amène à être la candidate du Parti pirate dans la 12e circonscription des Hauts-de-Seine à l'occasion des élections législatives 2012.
Elle cosigne des tribunes dans différents médias, dont une tribune publiée en 2017 dans Mediapart intitulée « Faire gagner la gauche passe par le vote Mélenchon ».
En 2019, Sophie Wahnich participe à l'université d'été de Révolution Permanente (à l'époque Courant Communiste Révolutionnaire du Nouveau Parti anticapitaliste) où elle donne une conférence intitulée « 1789 : Révolution bourgeoise ou révolution populaire ? ».

### Réception critique
Ses publications lui valent certaines critiques. Ainsi par exemple en 2008, Jean-Clément Martin formule certaines réserves sur l'usage de l'histoire fait par Sophie Wahnich : « Admettre que la vengeance puisse être source de violence légitime, en remplacement du « silence de la loi » (p. 132), c’est d’abord refuser l’existence de la justice, incompatible par définition avec toute vengeance, et ensuite le politique considéré comme l’espace de la fabrication du lien social, fondé sur l’échange et le respect de l’autre, tout ceci au nom d’un surplomb sidérant d’un « droit naturel » ayant valeur d’une parole prophétique appliquée sans discussion par des dévots inspirés ».

## Publications

### Sur la Révolution française

#### Ouvrages
- L’Impossible Citoyen, l'étranger dans le discours de la Révolution française, Éditions Albin Michel (1997). Réédité en 2010 dans la collection « Bibliothèque de l'Évolution de l'Humanité », avec une postface de l'auteur.
- Lyon en Révolution, des objets qui racontent l’histoire, Lyon, EMCC, juin 2003.
- La Liberté ou la mort — Essai sur la Terreur et le terrorisme, Éditions La Fabrique (2003)[17]. Réédité en anglais, In Defence of Terror, Liberty or Death in the French Révolution, London, New York, Verso, 2012.  (ISBN 9781844678624)
- La Longue Patience du peuple, 1792, naissance de la République, Paris, Payot, 2008.
- Les Émotions, la Révolution française et le présent : Exercices pratiques de conscience historique, Paris, CNRS Éditions, 2009.
- La Révolution française, un événement de la raison sensible, Paris, Hachette, 2012.
- L’intelligence politique de la Révolution française, Paris, Textuel, 2013.
- La Révolution française n'est pas un mythe, Paris, Klincksieck, collection « Critique de la politique », 2017.
- Le Radeau démocratique. Chroniques des temps incertains, Paris, Éditions Lignes, 2017.
- Le Ruban tricolore. Un lien politique, Paris,  Bayard, 2022.
- La Révolution des sentiments. Comment faire une cité (1789-1794), Paris, Éd. du Seuil, 2024.

#### Direction d'ouvrages
- Gilles Sauron, Andrzej Turowski, Sophie Wahnich, ed, L'art et le discours face à la Révolution, Dijon, Éditions universitaires de Dijon, 1998
- Histoire d'un trésor perdu, transmettre la Révolution française, Paris, Les Prairies ordinaires, 2013.

#### Publication de textes
- Les Voix de la Révolution, projets pour la démocratie, avec Yannick Bosc, Notes et études documentaires, Paris, la Documentation française, 1990.
- Pour le bonheur et pour la liberté, choix et présentation de discours de Robespierre, avec Florence Gauthier et Yannick Bosc, Paris, Éditions La Fabrique, 2000.
- Préface pour Octobre 17, la Révolution trahie. Un retour critique sur la Révolution russe de Daniel Bensaïd, Paris, Éditions Lignes, 2017.

### Sur des enjeux politiques contemporains
- Martine Kaluszynski et Sophie Wahnich (éd.), L'Etat contre la politique ? Les expressions historiques de l'Etatisation, Actes des journées d'études sur l'Étatisation, Paris, L'Harmattan, collection « Logiques de la politique », 1998.
- Les Musées d’histoire des guerres du XXe siècle, des lieux du politique ?, Paris, Kimé, 2001.
- Fictions d'Europe, la guerre au musée en France, en Grande Bretagne et en Allemagne, Paris, Éditions des archives contemporaines, 2003
- Lumières l’actualité d’un esprit, Contretemps, en collaboration avec Philippe Corcuff, Paris, Textuel, 2006.
- Une histoire politique de l'amnistie, Paris, PUF, 2007  (ISBN 9782130559030)
- Sophie Wahnich, Barbara Lasticova, Andrej Findor (eds), Politics of collective Memory, Cultural Patterns in Post War  Europe, Wien, LIT, 2008  (ISBN 9783825802264)
- Marie Cuillerai et Sophie Wahnich eds, Université, ramener la foi en l’impossible, l’Homme et la Société, Paris, Éditions L'Harmattan, 2011,  (ISBN 9782296552098)
- Sophie Wahnich (dir.), Culture et musée no 20, Réfléchir l’histoire des guerres au musée, Arles, Éditions Actes Sud, 2013,  (ISBN 9782330013417)
- Sophie Wahnich et Ratiba Hadj-Moussa dir, Mondes méditerranéens, l’émeute au cœur du politique, L'homme et la société, nos 187-188, Paris, Éditions L'Harmattan, 2013,  (ISBN 9782343015019)
- Stridences en conjoncture de trouble. Notre situation historique, photographie de Serge d'Ignazio, Romainville, Éditions Excès, coll. « Voix publiques », 2021,